# Landschaftsschutzgebiet Bestwig

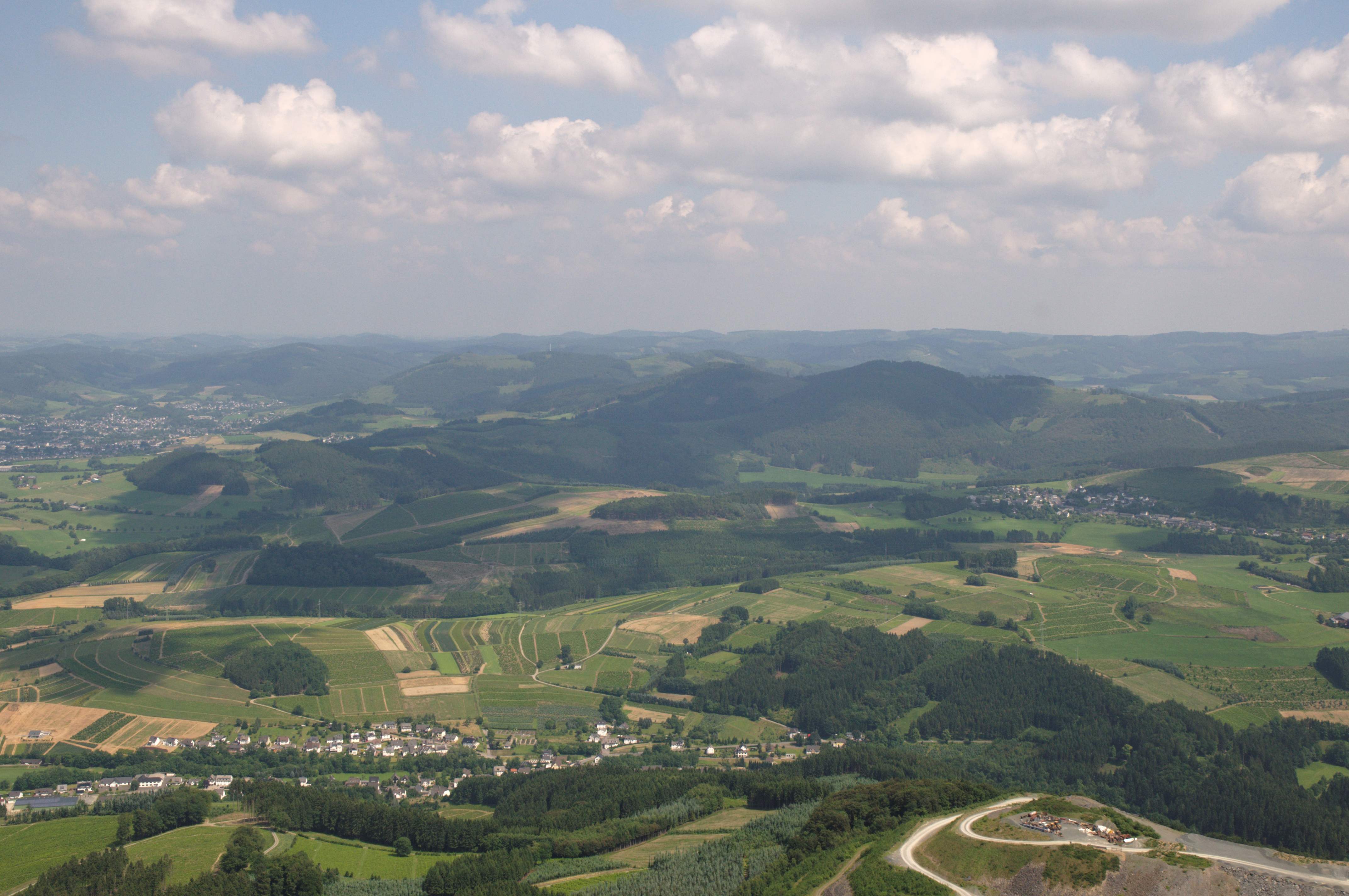
Landschaftsschutzgebiet Bestwig um Herringhausen

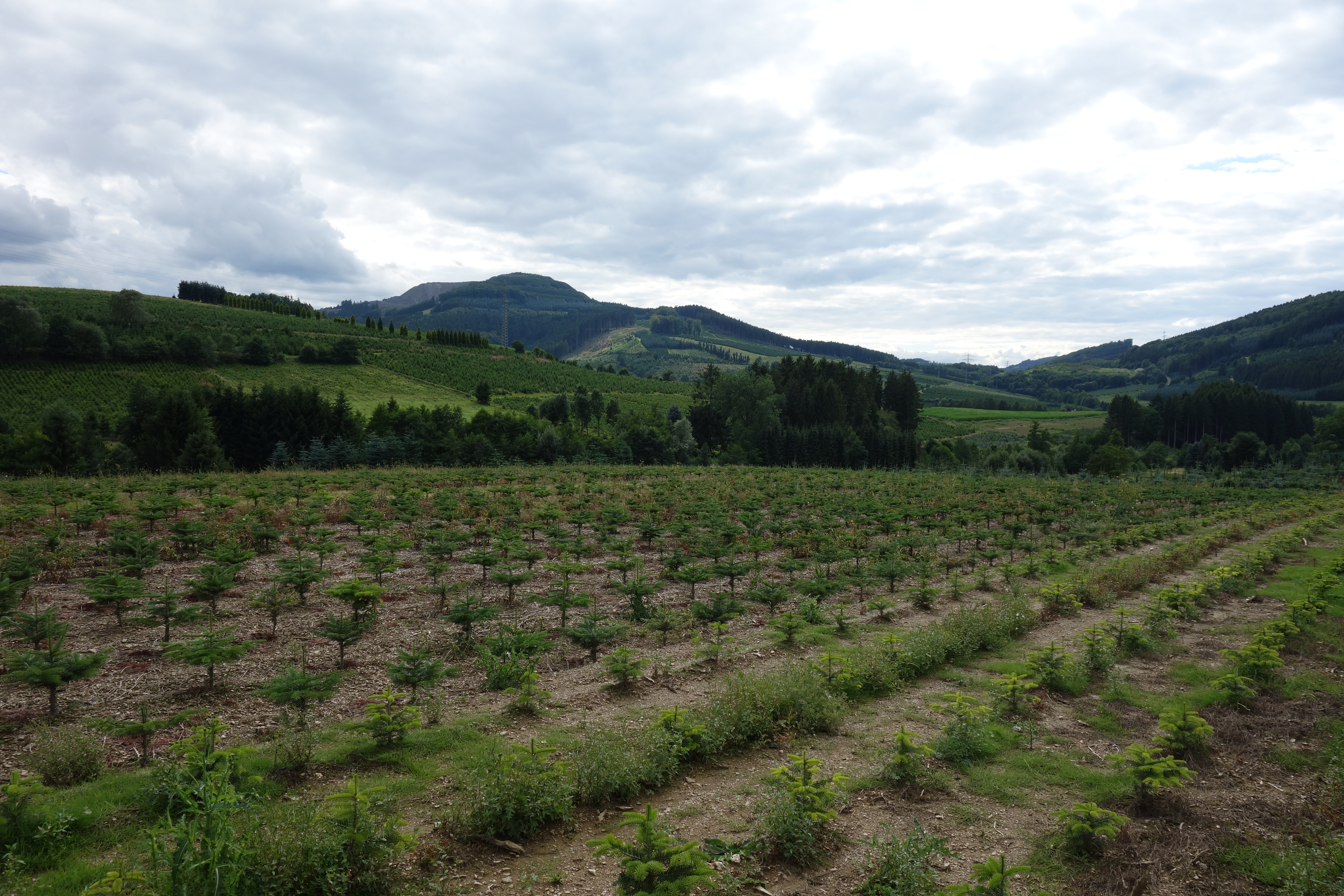
Landschaftsschutzgebiet Bestwig mit Weihnachtsbaumkulturen

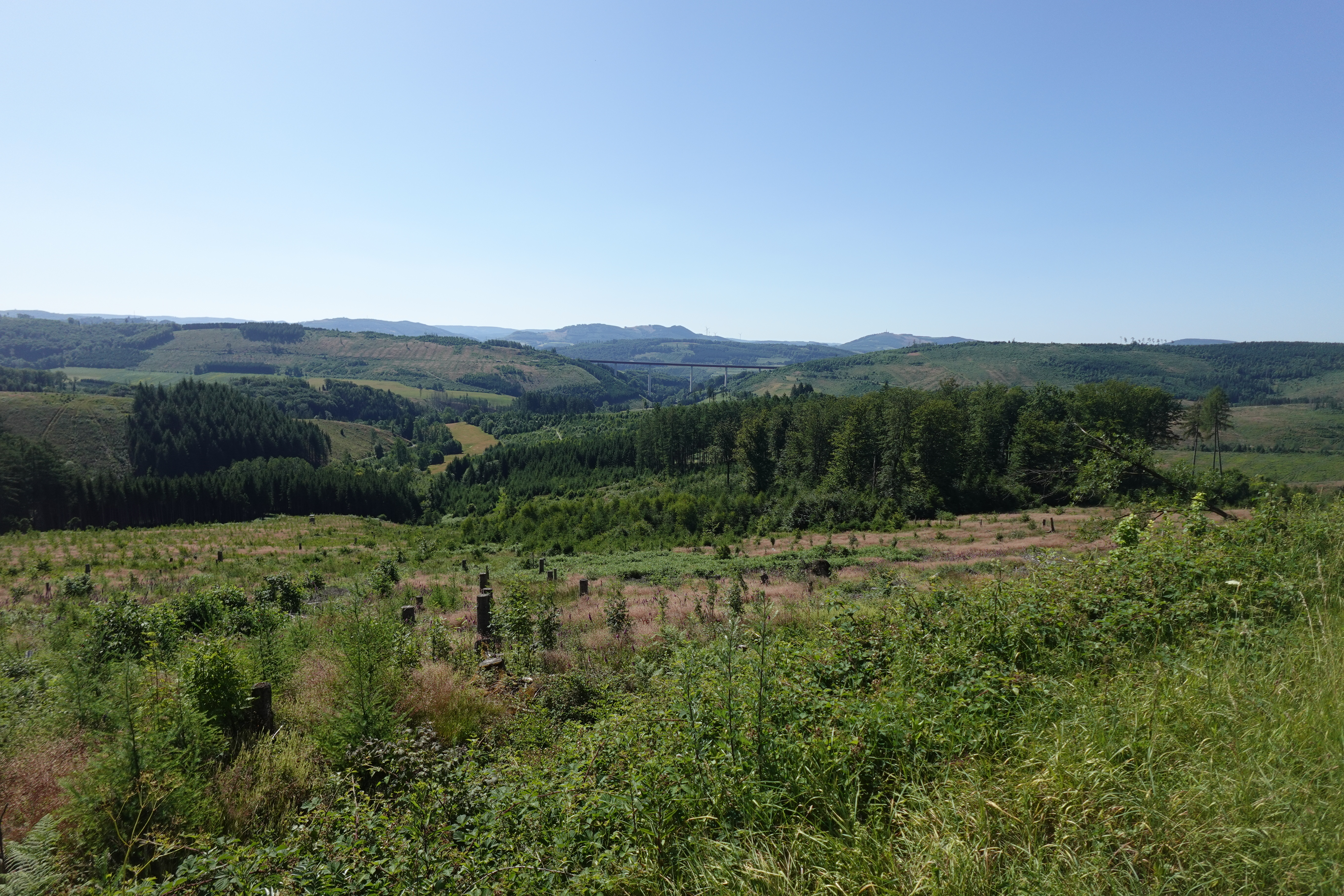
Bereich bei Talbrücke Nuttlar von Norden

Das Landschaftsschutzgebiet Bestwig mit 4912,13 ha Flächengröße liegt im Gemeindegebiet von Bestwig im Hochsauerlandkreis. Das Gebiet wurde 2008 mit dem Landschaftsplan Bestwig durch den Kreistag des Hochsauerlandkreises als Landschaftsschutzgebiet (LSG) ausgewiesen. Das LSG ist eines von 17 Landschaftsschutzgebieten in der Gemeinde Bestwig. In der Gemeinde gibt es ein Landschaftsschutzgebiet vom Typ A, zehn Landschaftsschutzgebiete vom Typ B und sechs Landschaftsschutzgebiete vom Typ C. Das Landschaftsschutzgebiet Bestwig wurde als LSG vom Typ A, Allgemeiner Landschaftsschutz, im Gemeindegebiet von Bestwig ausgewiesen.

## Beschreibung
Das LSG umfasst großflächig alle Flächen in Bestwig, welche außerhalb vom Bebauungsbereich und anderen Schutzgebieten liegen. Im LSG liegen hauptsächlich Waldbereiche, ferner großflächige Weihnachtsbaum-, Schmuckreisig- und Baumschul-Kulturen und kleinere Bereiche mit Offenland (Grünland und Acker).
Der Nordteil vom LSG gehört zum Arnsberger Wald, Teilbereich Plackwald, mit Höhenrücken um rund 550 m darunter Gemeinheitskopf, Wiemert und Nuttlarer Höhe. Nach Süden fällt das Bergland relativ steil zur Oberruhrgesenkes ab. Dieser Bereich ist fast unbesiedelt und kaum durch größere Verkehrswege zerschnitten, außer durch die L 776. Hier liegen einige Bruchwaldrelikten und kleinere Buchenwaldareale. 
Im mittleren Bereich umfasst das LSG die Oberruhrgesenke mit überwiegend südexponierten Hänge die sich vom Plackwald ins Ruhrtal abfallen und die tiefer liegenden Lagen bis etwa Ramsbeck. Dieser Teil des LSG ist durch größere Offenlandanteile geprägt. Nördlich des Siedlungsbandes an der Ruhr und im Bereich Halbeswig / Heringhausen liegen große Bereiche mit Weihnachtsbaum- und Baumschulkulturen. 
Der Südteil des LSG am Nordrand des Hochsauerländer Schluchtgebirges liegen Kuppenlagen von über 700 m die auf kurze Distanz in über 300 m angrenzenden Täler und die vorgelagerte Oberruhrgesenke abfallen. Die heftigen, relativ jungen Gebirgsbildungsprozesse haben hier insbesondere entlang eingeschlossener Quarzgänge zur Entstehung von Erzlagerstätten geführt. Diese Erzlagerstätten wurden über mehrere Jahrhunderte Erze abgebaut. Relikte dieser Bergbaunutzung sind weit verbreitet und prägen sie das LSG durch Halden oder bestimmte Siedlungsformen. Daneben führt die hohe Reliefenergie dieses Bereichs zu sehr geringen Offenlandanteilen und einer klaren Walddominanz. Neben den Sekundärlebensräumen aus ehemaliger Abgrabungstätigkeit sind die zahlreichen Felsen als ökologische Sonderstandorte charakteristisch. Zum LSG gehört auch die östliche Teilfläche vom FFH-Gebiet Halden bei Ramsbeck, während die westlich als Naturschutzgebiet Halden bei Ramsbeck ausgewiesen wurde.

## Schutzzweck
Die Ausweisung erfolgte zur Sicherung und Erhaltung der natürlichen Erholungseignung und der Leistungsfähigkeit des Naturhaushaltes gegenüber den vielfältigen zivilisatorischen Ansprüchen an Natur und Landschaft.

## Rechtliche Vorschriften
Wie in den anderen Landschaftsschutzgebieten vom Typ A besteht im LSG ein Verbot Bauwerke zu errichten. Vom Verbot ausgenommen sind Bauvorhaben für Gartenbaubetriebe, Land- und Forstwirtschaft, der öffentlichen Versorgung mit Elektrizität, Gas, Telekommunikationsdienstleistungen, Wärme und Wasser, der Abwasserwirtschaft oder einen bestehenden angrenzenden gewerblichen Betrieb (§ 35 Abs. 1 Nr. 1 und 2 des Baugesetzbuches). Auch der Bau von Windkraftanlagen und Wasserkraftwerken ist mit Baugenehmigung erlaubt.